# Parque del Retiro de Jerez
El parque del Retiro es un parque situado en Jerez de la Frontera (España).

## Creación
En 1902 el Ayuntamiento de Jerez de la Frontera recibió en donación el parque como parte del testamento de D. Luis de Ysasi y Lacoste. de 16 aranzadas.
En 1931, durante la Segunda República, los herederos de Don Luis de Ysasi reclamaron al ayuntamiento la anulación de la donación realizada por su antepasado, ya que, no se respetaba el deseo manifestado en el testamento de Don Luis, debido a que en las escuelas de El Retiro no se impartía educación católica.
Inicialmente se usaron diversos edificios del parque como Escuelas, huertas y otros fines.

## Las últimas décadas
Tras sufrir un deterioro palpitante a finales de los 80, con un aspecto de un parque más cerrado, durante los tiempos de la alcaldía de Pedro Pacheco Herrera y la casa de ificios de jardinería Ingeniero Fernández de la Rosa se acometen remodelaciones en dicho parque, con siembra de praderas, supresión de setos y arbustos, apertura de la zona del estanque y supresión de las vallas perimetrales.
Durante el mandato de Pilar Sánchez Muñoz se volvió a hacer acometidas en el parque, con la instalación de una pista de skateboard que fue trasladada al recinto de Chapín, y la creación de una fuente Cibernética, que soltaba sus chorros de agua al compás de la música, pero dicha instalación sólo estuvo en funcionamiento un mes por su dificultad de mantenimiento. También se instaló un parque infantil y un gran número de bancos. Más tarde se creó un quiosco-bar con veladores. 
Actualmente es un parque abierto todo el año (sin vallas que limiten su acceso) con una importante flora.